# 北海道特別支援学校一覧
北海道特別支援学校一覧（ほっかいどうとくべつしえんがっこういちらん）は、北海道の特別支援学校一覧。

## 国立特別支援学校

### 特別支援学校（知的障害）

#### 函館市
- 北海道教育大学附属特別支援学校

## 公立特別支援学校

### 特別支援学校（知的障害）

#### 札幌市
- 北海道札幌養護学校
- 北海道札幌養護学校もなみ学園分校
- 北海道星置養護学校
- 北海道札幌あいの里高等支援学校

- 北海道札幌高等養護学校
- 北海道札幌稲穂高等支援学校
- 市立札幌豊明高等支援学校
- 市立札幌みなみの杜高等支援学校

北斗市
北海道北斗高等支援学校

#### 旭川市
- 北海道旭川高等支援学校

#### 小樽市
- 北海道小樽高等支援学校

#### 室蘭市
- 北海道室蘭養護学校

#### 釧路市
- 北海道釧路養護学校

#### 帯広市
- 北海道帯広養護学校

#### 北見市
- 北海道北見支援学校

#### 夕張市
- 北海道夕張高等養護学校

#### 稚内市
- 北海道稚内養護学校

#### 美唄市
- 北海道美唄養護学校

#### 紋別市
- 北海道紋別養護学校
- 北海道紋別高等養護学校

#### 千歳市
- 北海道千歳高等支援学校

#### 伊達市
- 北海道伊達高等養護学校

#### 北広島市
- 北海道札幌養護学校共栄分校
- 北海道白樺高等養護学校

#### 北斗市
- 北海道七飯養護学校おしま学園分校

#### 新篠津村
- 北海道新篠津高等養護学校

#### 七飯町
- 北海道七飯養護学校

#### 今金町
- 北海道今金高等養護学校

#### 黒松内町
- 北海道余市養護学校しりべし学園分校

#### 余市町
- 北海道余市養護学校

#### 南幌町
- 北海道南幌養護学校

#### 雨竜町
- 北海道雨竜高等養護学校

#### 鷹栖町
- 北海道鷹栖養護学校

#### 愛別町
- 北海道美深高等養護学校あいべつ校

#### 東川町
- 北海道東川養護学校

#### 美深町
- 北海道美深高等養護学校

#### 小平町
- 北海道小平高等養護学校

#### 遠軽町
- 北海道紋別養護学校ひまわり学園分校

#### 平取町
- 北海道平取養護学校

#### 新ひだか町
- 北海道平取養護学校静内ペテカリの園分校

#### 新得町
- 北海道新得高等支援学校

#### 中札内村
- 北海道中札内高等養護学校

#### 幕別町
- 北海道中札内高等養護学校幕別分校

#### 中標津町
- 北海道中標津高等養護学校

### 特別支援学校（視覚障害）

#### 札幌市
- 北海道札幌視覚支援学校（2015年（平成27年）4月、北海道高等盲学校と北海道札幌盲学校が統合され開校）

#### 函館市
- 北海道函館盲学校

#### 旭川市
- 北海道旭川盲学校

#### 帯広市
- 北海道帯広盲学校

### 特別支援学校（聴覚障害）

#### 札幌市
- 北海道札幌聾学校

#### 函館市
- 北海道函館聾学校

#### 小樽市
- 北海道高等聾学校

#### 旭川市
- 北海道旭川聾学校

#### 室蘭市
- 北海道室蘭聾学校

#### 帯広市
- 北海道帯広聾学校

### 特別支援学校（肢体不自由）

#### 札幌市
- 北海道拓北養護学校
- 北海道真駒内養護学校
- 市立札幌豊成支援学校
- 札幌市立北翔養護学校

#### 函館市
- 北海道函館養護学校

#### 旭川市
- 北海道旭川養護学校

#### 岩見沢市
- 北海道岩見沢高等養護学校

#### 網走市
- 北海道網走養護学校

#### 白糠町
- 北海道白糠養護学校

### 特別支援学校（病弱教育）

#### 札幌市
- 市立札幌山の手支援学校

#### 八雲町
- 北海道八雲養護学校

### 特別支援学校（知的障害・病弱教育）

#### 函館市
- 北海道函館高等支援学校

### 特別支援学校（肢体不自由・病弱教育）

#### 札幌市
- 北海道手稲養護学校

### 特別支援学校（知的障害・聴覚障害）

#### 釧路市
- 北海道釧路鶴野支援学校

## 私立特別支援学校
- 日本体育大学附属高等支援学校